# Bettina Backes

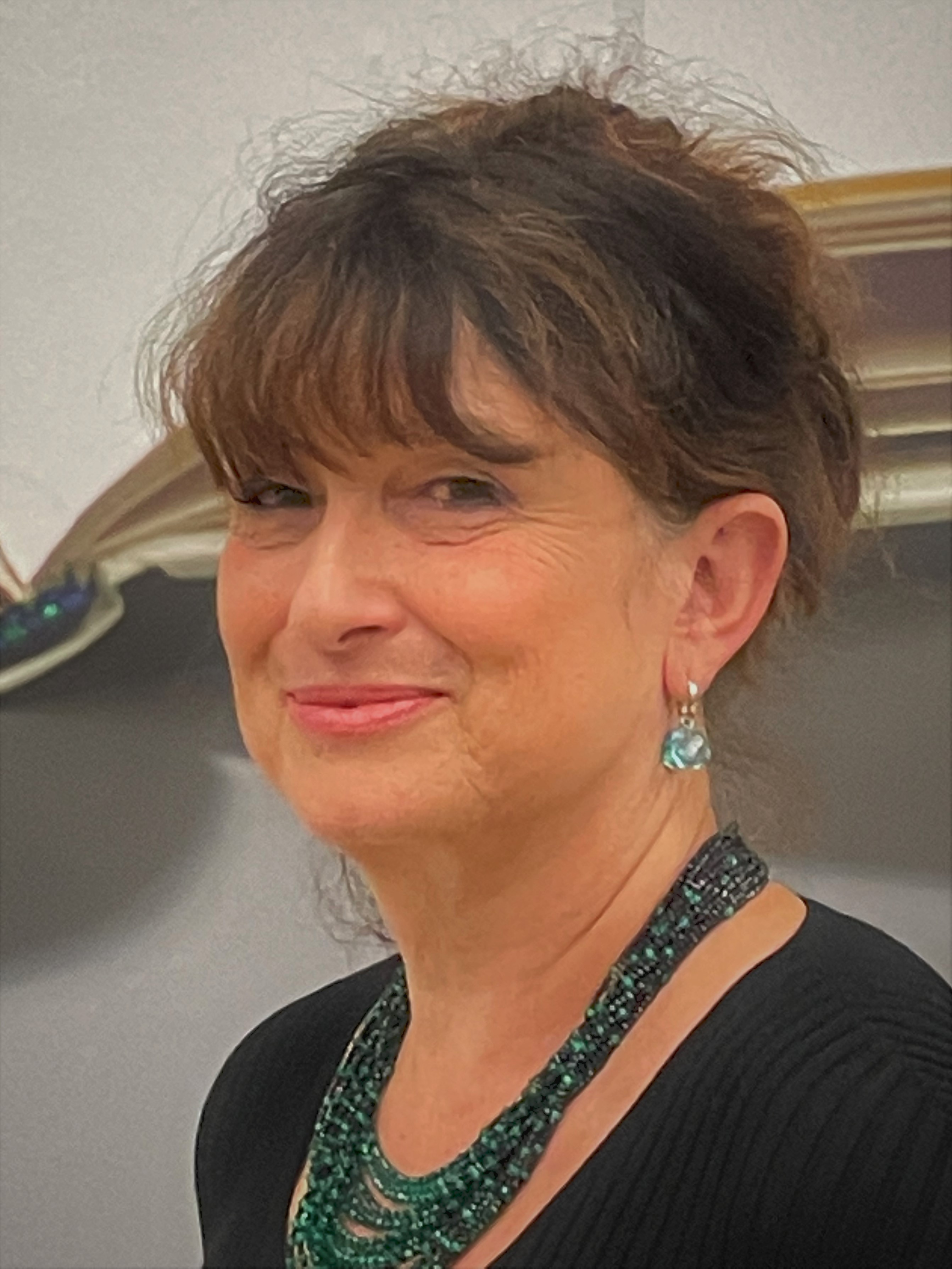
Bettina Backes 2022 im Literaturhaus Stuttgart

Bettina Backes (* 1963 in Rheine) ist eine deutsche Rechtsanwältin und Richterin am Verfassungsgerichtshof für das Land Baden-Württemberg.

## Leben

### Juristischer Werdegang
Bettina Backes wuchs in Essen auf. Sie studierte Rechtswissenschaften an der Rheinischen Friedrich-Wilhelms-Universität Bonn.
Seit 1994 arbeitet sie als Rechtsanwältin. Backes arbeitete mehrere Jahre in einem Verlag und anschließend in einer auf Medienrecht spezialisierten Kanzlei in Frankfurt am Main. Nach einem Engagement in einer Züricher Unternehmensberatung war sie über zwölf Jahre Partnerin in verschiedenen Wirtschaftskanzleien. Aktuell arbeitet sie als Fachanwältin für IT-Recht in einer Wirtschaftskanzlei in Stuttgart. Bettina Backes hat sich in den letzten Jahren im Non-Profit-Bereich engagiert: Sie unterstützte gemeinnützige Stiftungen bei Gründung, Neustrukturierung und im operativen Geschäft.

### Verfassungsgerichtshof für das Land Baden-Württemberg
Backes ist seit 2012 stellvertretendes Mitglied am Verfassungsgerichtshof für das Land Baden-Württemberg mit der Befähigung zum Richteramt. Die Aufgabe am Verfassungsgerichtshof ist ehrenamtlich. Die Mitglieder des Verfassungsgerichtshofes werden vom Landtag gewählt. Bettina Backes und Christian Seiler, den sie vertritt, wurden im Juli 2021 bis Juli 2030 wiedergewählt.

### Gesellschaftspolitisches Engagement
Bettina Backes verknüpft kulturelles Interesse mit ihrer juristischen Erfahrung:
- Seit 1992: Mitglied von Bündnis 90/Die Grünen.
- 1994–1995: Gemeinderatsmitglied der Stadt Stuttgart für Bündnis 90/Die Grünen.
- seit April 2024: Vorstandsvorsitzende des Trägervereins des Literaturhauses Stuttgart. Backes war Gründungsmitglied und langjähriges Vorstandsmitglied.[5]
- Vorstandsmitglied der Landesanstalt für Kommunikation Baden-Württemberg (LFK).[6]
- Vertritt die Heinrich-Böll-Stiftung in deren Mitgliederversammlung.
- Mitglied bei der Gesellschaft für Gewerblichen Rechtsschutz (GRUR).[7]
- Mitglied beim Institute for Copyright and Media law[7]
- Vertrat 2017 "mikro makro mint. Forschen in der Schule" im Kontor Backes[8]

### Privates
Backes ist verheiratet mit TV-Moderator Wieland Backes. Sie haben zusammen eine Tochter.

## Veröffentlichungen
- mit Ulrich Poser: Sponsoringvertrag. 4. Auflage. Beck, München 2010, ISBN 978-3-406-61052-3.
- Neue Rechtsunsicherheit für Datentransfer in Drittstaaten. In: Deutscher AnwaltSpiegel. 14. November 2017 (deutscheranwaltspiegel.de).
- Architektenkammer Baden-Württemberg (Hrsg.): Architekturfotografie – das Recht vor der Linse. 1. April 2020 (akbw.de).